# Nothing (기업)
Nothing은 영국의 스마트폰 및 이어폰 제조사다. 런던에 본사가 있다. 중국 스마트폰 제조업체 원플러스의 공동 창립자인 칼 페이가 설립했다. 2021년 2월 25일, 틴에이지 엔지니어링을 창립 파트너로 발표했으며, 주로 브랜드의 디자인 미학과 제품을 담당한다. Nothing의 첫 번째 제품인 이어폰 "Ear (1)"는 2021년 7월 27일에 출시되었다.

## 제품

### 스마트폰
- Nothing Phone 1
- Nothing Phone 2
- Nothing Phone 2a

### 이어폰
- Ear (1)
- Ear (stick)
- Ear (2)
- Ear
- Ear (a)